# Faza rozwoju drzewostanu
Faza rozwojowa drzewostanu – terminologia stosowana  w gospodarce leśnej,  na podstawie kryteriów ekologicznych i rozwoju drzewostanu wyróżnia się fazy:
- Uprawa leśna lub nalot – (uprawa –  sztuczne nasadzenie drzewostanu – sadzonki, nalot – z samosiewu – samosiejki) – okres obejmuje pierwsze lata drzewostanu, w których konieczna jest ingerencja człowieka aby powstał dojrzały drzewostan. W uprawach konieczna jest pielęgnacja gleby polegającą na usuwaniu chwastów i niepożądanych gatunków drzew lekkonasiennych (osika, brzoza) w celu udostępnienia młodym drzewom przestrzeni życiowej, to znaczy odpowiedniej ilości światła, wody i składników pokarmowych w glebie.
- Młodnik – drzewa  od 20 do 25 lat.
- Tyczkowina – drzewa od ok. 25 do 35 lat.
- Drągowina – drzewa od 35 do 50 lat.
- Drzewostan dojrzewający – drzewa od 50 do 80 lat.
- Drzewostan dojrzały – drzewa od 80 do 100 lat.
- Starodrzew – drzewa powyżej 100 lat.

oraz:
- Podrost – drzewa o wysokości co najmniej 0,5 m, które występują pod okapem wyższych pięter drzewostanu, ale w przyszłości mogą odgrywać rolę głównego drzewostanu.